# 刺尾鱼毒素
刺尾鲷毒素（英語：Maitotoxin，简称MTX）是一种由甲藻门中的岗比甲藻（Gambierdiscus toxicus）产生的剧毒物质。这种化合物是目前人类发现的毒性最强的非蛋白质类毒素：对小鼠的LD50仅为50ng/kg，只需0.13µg/kg的腹膜注射便可致死。刺尾鲷毒素常与西加鱼毒素一同存在，并共同引起西加鱼毒中毒。刺尾鲷毒素最早被分离于一种能引起西加鱼毒中毒的刺尾鱼科鱼类栉齿刺尾鲷；这种鱼在塔希提語被称为“maito”，因此该毒素得名“maitotoxin”。后来人们则发现它实际上是由岗比甲藻产生的，经食物链蓄积于各種不同品種的鱼类体内都有此毒素存在。

## 毒性作用机理
刺尾鲷毒素激活Ca2+通透性非选择性阳离子通道（钙通道），使得Ca2+内流，细胞内浓度急剧上升。通常认为刺尾鱼毒素会在这些离子通道上形成孔道。这会产生一系列的生理作用（如细胞膜去极化），并最终激活细胞死亡级联反应，导致质膜发泡并最后使细胞溶解。刺尾鱼毒素还激活细胞质基质中由钙激活型蛋白酶钙激活酶-1与钙激活酶-2，从而导致细胞坏死。此外，有研究显示刺尾鱼毒素也能引起许多与细胞内钙离子浓度没有直接关系的生物效应，因此它的毒性很有可能还有其他未知的作用机理。

## 分子结构
刺尾鲷毒素的分子为32个环组成的稠环结构，具有32个含氧杂环（环醚）、22个甲基、28个羟基和两个硫酸酯基，其中硫酸酯基有着重要的生物学效应，对其毒性起到了决定性的作用。它是由生物产生的非蛋白，非多糖分子中最大的，最复杂的之一。
刺尾鱼毒素的分子结构是由东北大学、哈佛大学和东京大学通过核磁共振及辅以质谱和化学合成确定的。然而，近年来Gallimore与Spencer等人在参照生物合成原理及水生生物聚醚的合成模型后认为目前的结构中的一个环形结（J-K环形结）有问题，因而怀疑整个结构的准确性。Nicolaou和Frederick则认为即使考虑到生物合成原理，目前的结构模型仍是正确的。与此有关的争议至今仍未解决。

刺尾鲷毒素的分子结构

## 生物合成
刺尾鲷毒素的生物合成的核心通过的是聚酮合酶路径。

## 拓展阅读
- Jones, Maitland. . W. W. Norton & Company. 2004. ISBN 978-0-393-92408-4.